# Mała Sobkowa Turnia
Mała Sobkowa Turnia (słow. Malá suchá veža) – turnia znajdująca się w Sobkowej Grani odchodzącej na zachód od Lodowego Szczytu w słowackiej części Tatr Wysokich. Od Pośredniej Sobkowej Turni na wschodzie oddzielona jest Skrajną Sobkową Szczerbiną, a od Sobkowej Strażnicy na zachodzie oddziela ją przełęcz zwana Niżnim Sobkowym Przechodem.
Północne ściany turni opadają do Doliny Suchej Jaworowej, południowe – do Sobkowego Żlebu. Na wierzchołek Małej Sobkowej Turni nie wiodą żadne znakowane szlaki turystyczne, dostęp na nią mają jedynie taternicy. Najprostsza dla nich droga prowadzi na turnię granią od Skrajnej Sobkowej Szczerbiny.
Blok szczytowy Małej Sobkowej Turni składa się z trzech niewielkich turniczek, najwyższą z nich jest ta najbardziej wysunięta na wschód.
Pierwsze wejścia:
- letnie – Ferenc Barcza, Imre Barcza i Oszkár Jordán, 16 maja 1910 r.,
- zimowe – Jerzy Pierzchała, 27 kwietnia 1936 r.[2]